# Condado de Wood (Ohio)
O Condado de Wood é um dos 88 condados do Estado americano de Ohio. A sede do condado é Bowling Green, e sua maior cidade é Bowling Green. O condado possui uma área de 1 607 km² (dos quais 8 km² estão cobertos por água), uma população de 121 065 habitantes, e uma densidade populacional de 76 hab/km² (segundo o censo nacional de 2000). O condado foi fundado em 1820.